# Hospital Independência

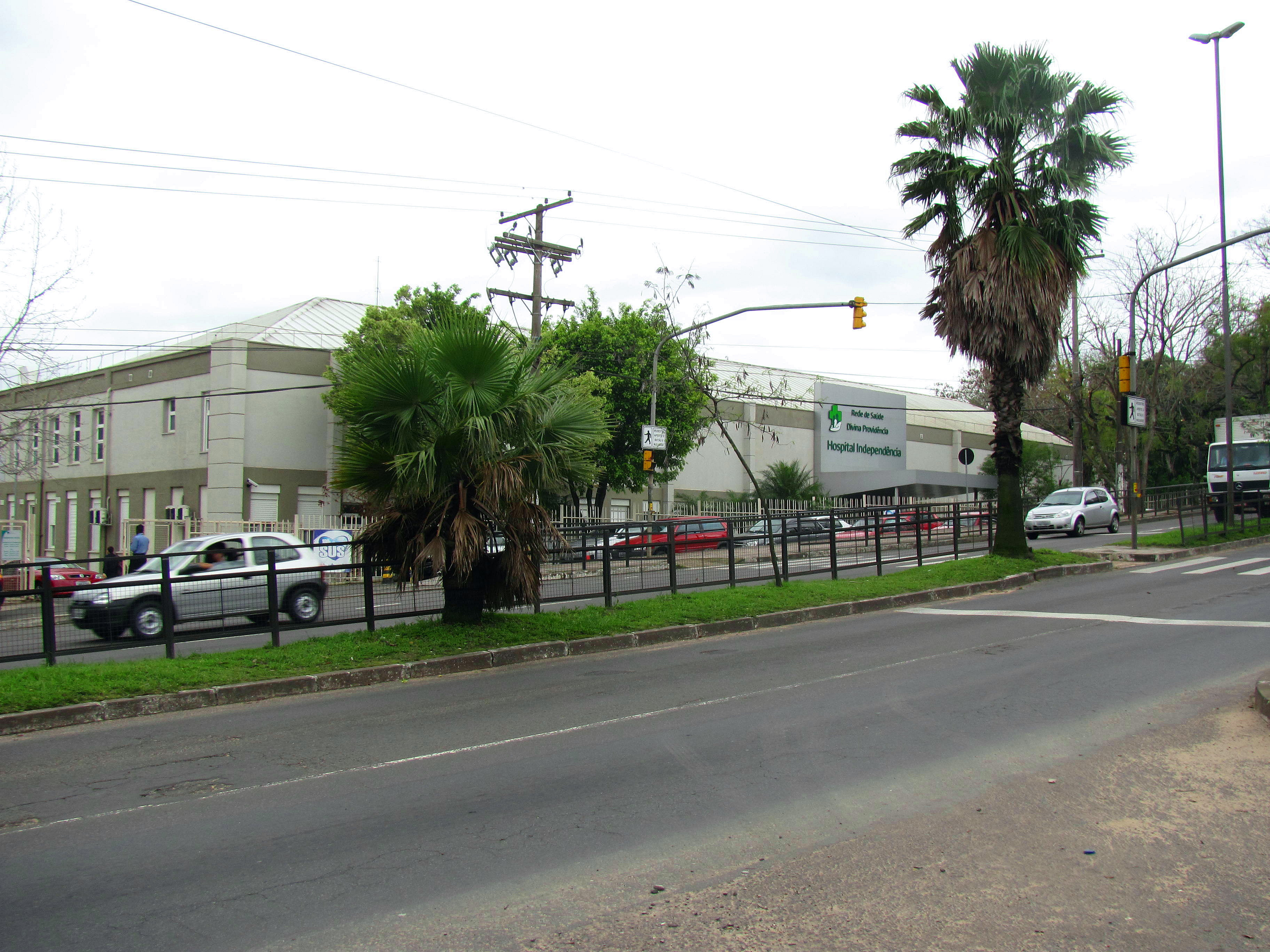
Hospital Independência em 2014.

O Hospital Independência é um hospital de Porto Alegre, capital do estado brasileiro do Rio Grande do Sul. 
Pertence à Prefeitura de Porto Alegre e tem como sua mantenedora a Sociedade Sulina Divina Providência . Com 90 leitos para traumatologia e ortopedia, é o segundo maior hospital da cidade nesta área. Possui 10 leitos de UTI e sala de recuperação com 14 leitos. Seus atendimentos são 100% regulados pela Central de Leitos. Em 2001 recebeu o Prêmio Qualidade Hospitalar outorgado pelo Sistema Único de Saúde. Foi reaberto há 4 anos, após a administração ser assumida via licitação, pela Sociedade Sulina Divina Providência. Atualmente conta com serviço de Residência Médica de Ortopedia e Traumatologia (6 residentes) e de Terapia Intensiva (2 residentes). Conta com 4 salas cirúrgicas (dedicadas exclusivamente ao serviço de Ortopedia e Traumatologia), Tomografia e serviço de Fisioterapia próprios.  No último ano realizou mais de 3500 procedimentos cirúrgicos de Ortopedia/Traumatologia. 